# Kensington (Minnesota)
Pour les articles homonymes, voir Kensington.
Kensington est une ville américaine située dans le comté de Douglas, dans l’État du Minnesota.  La population de Kensington s'élevait à 290 habitants lors du recensement de la population de 2012.
La ville est célèbre pour la découverte de la pierre runique de Kensington.

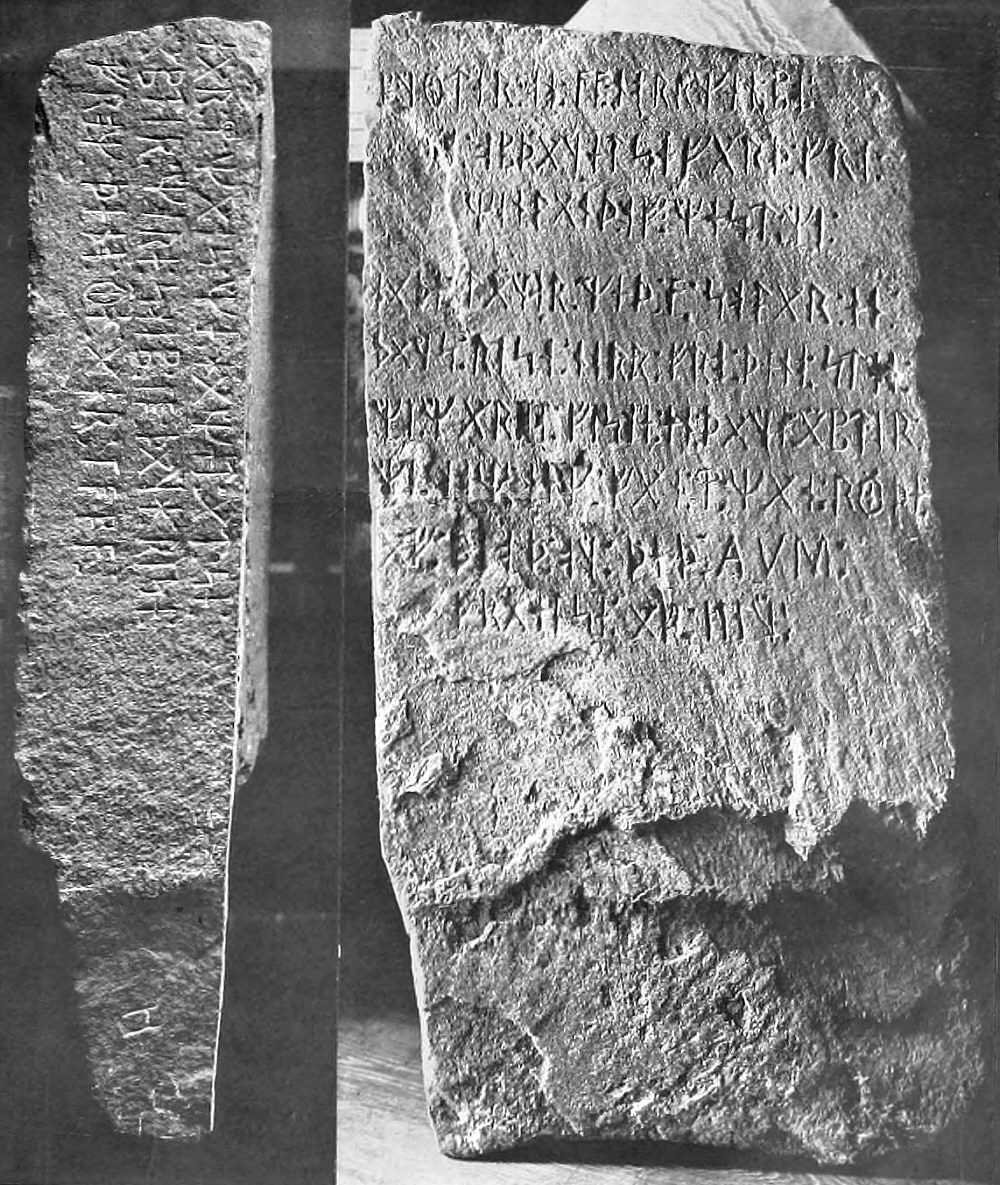
La pierre runique de Kensington.